# Placosaris ustulalis
Placosaris ustulalis là một loài bướm đêm trong họ Crambidae.